# Valter Magno de Carvalho
Valter Magno de Carvalho (Capela Nova, 22 de fevereiro de 1973) é um prelado da Igreja Católica brasileiro, desde 2025 é o bispo de Ituiutaba.

## Biografia
Concluiu os estudos de Filosofia e Teologia no Seminário Arquidiocesano de São José de Mariana.
Foi ordenado diácono em 19 de outubro de 1996 por Dom Luciano Pedro Mendes de Almeida, S.J., e foi ordenado padre em 23 de agosto de 1997, por Dom Luciano Pedro Mendes de Almeida, S.J., incardinando-se na Arquidiocese de Mariana, onde ocupou os seguintes cargos: Diretor do Curso Preparatório (1997-2001); Administrador de Freguesia de Santo Antônio em Correia de Almeida, distrito de Barbacena; Pároco da Basílica de São José em Barbacena (1999-2004); Vigário Episcopal da Região Sul (2002-2004); Vigário Forâneo da Forania de Barbacena (2003-2004); Pároco de Nossa Senhora das Mercês em Mercês (2004-2010); Pároco de Nossa Senhora da Assunção em Barbacena (2010-2014); Administrador de Freguesia de São Sebastião em Cláudio Manoel, distrito de Mariana (2014).
Entre 2014 e 2020 foi Reitor do Seminário Maior de São José, em Mariana. Além disso, foi Diretor da Escola de Diáconos de São Lourenço, Membro do Colégio dos Consultores e Professor do Curso Preparatório e do Instituto de Teologia local.
Em 4 de novembro de 2020, foi nomeado bispo auxiliar de São Salvador da Bahia e bispo titular de Giufos, tendo recebido a ordenação episcopal na Basílica São José, na cidade de Barbacena em 23 de janeiro de 2021, pelas mãos do cardeal Sérgio da Rocha, arcebispo de Salvador, coadjuvado por Dom Airton José dos Santos, arcebispo de Mariana, e de Dom Geovane Luís da Silva, bispo auxiliar de Belo Horizonte.
Em 22 de maio de 2025, o Papa Leão XIV o nomeou bispo da Diocese de Ituiutaba.